# Американская декларация прав и обязанностей человека
Американская декларация прав и обязанностей человека, также известная как Боготская декларация — первый в мире международный документ по правам человека общего характера, появившийся почти на год раньше (1948 год) Всеобщей декларации прав человека. В 1978 была заменена Американской конвенции о правах человека.

## История
Декларация была принята странами Америки на Девятой Международной конференции американских государств в Боготе, Колумбия, 2 мая 1948 года. Разработкой занимались, главным образом, государственные служащие Соединенных Штатов. На той же конференции был принят Устав Организации американских государств и тем самым создана Организация американских государств.

Все люди рождаются свободными и равными, в достоинстве и правах и, наделенные от природы разумом и совестью, должны вести себя друг с другом как братья.— Преамбула, Американская декларация прав и обязанностей человека
Некоторые страны-члены ОАГ, такие как Аргентина и Мексика предоставили Декларации конституционную иерархию.

## Содержание
Декларации предшествует несколько декламаций, она состоит из преамбулы и двух глав ; первая глава посвящена правам, а вторая глава— обязанностям. Всего Декларация состоит из 38 статей. Обязанности и права были объявлены в 1945 году. Декламации не является частью Декларации, они предшествует ей, но воспроизводится вместе с ней и указывает на причины, принятые во внимание для её санкции. В них указывается на необходимость того, чтобы права человека не оставались только нормами, подпадающими под действие внутреннего права каждой страны, а формировались как система международной защиты.
В первой главе Декларации изложен перечень гражданских и политических прав граждан стран, подписавших Декларацию, а также экономические, социальные и культурные права. Во второй главе содержится перечень обязанностей. Как поясняется в преамбуле:
«Выполнение обязанностей каждым человеком является предпосылкой прав всех. Права и обязанности взаимосвязаны в любой социальной и политической деятельности человека. В то время как права возвышают индивидуальную свободу, обязанности выражают достоинство этой свободы».

## Замена
Декларация не является юридически обязывающим договором, однако судебная практика как Межамериканского суда по правам человека, так и Межамериканской комиссии по правам человека считает её источником обязательных международных обязательств для государств-членов Организации Американских Государств. Декларация в современной практике межамериканской системы прав человека в значительной степени заменена более детальными положениями Американской конвенции о правах человека (вступила в силу 18 июля 1978 года). В отношении государств, которые не ратифицировали конвенцию (Куба, США , Канада) по-прежнему применяется Боготская декларация.